# Mount Petinos
Mount Petinos ist ein 500 m hoher Berg im Nordwesten der Shepard-Insel vor der Hobbs-Küste des westantarktischen Marie-Byrd-Lands. Er ragt 1,5 km ostsüdöstlich des Worley Point auf.
Seine Kartierung fand am 4. Februar 1962 von Bord des Eisbrechers USS Glacier statt. Das Advisory Committee on Antarctic Names benannte ihn 1962 nach Leutnant Frank Petinos (1935–1996), Erster Offizier des Schiffs.